# 織田真子
織田 真子（おだ まこ、1983年12月17日 - ）は、日本のAV女優。ハーベスターズ所属。2019年9月、ティーパワーズに移籍。

## 略歴
東京都出身。16歳のころからグラビアを始め、19歳になり2006年7月にイメージビデオ「禁断少女 Vol.02」でデビュー。2008年に解散したWelcomeのメンバーとして着エロ系DVDを数々リリース。
2007年、ZAK THE QUEEN（104番）に出場。
2010年5月発売のNakedで初ヌードとなり、8月にアリスJAPAN専属でAVデビューした。体調不良により休養に入るが、その間もイベント・撮影会・Vシネマ出演などをこなしていた。
事務所の移動などを経て2012年8月、アイデアポケット専属で復帰。10月、アタッカーズに専属で移籍。
2019年8月、女優デビュー10周年を記念して、浅草ロック座でストリップを初披露する。その後、浅草ロック座の系列店新宿ニューアートで、年2回（1月と8月）のペースで定期的にストリップの舞台に出演するようになる。
2021年9月、事務所をティーパワーズに移籍。

## 人物
- 趣味は温泉旅行、競輪。特技はエビ反り、ダンス。
- Welcomeのメンバーの中では他のメンバーに比べ小柄で童顔なせいかおとなし目だった。Welcomeの元メンバーとは現在でも親交があることがブログで確認できる。
- 当時悩みを相談していた知人から、「何かの参考になるかもしれない」と連れていってもらった浅草ロック座の舞台で、矢沢ようこのストリップを見て感銘を受けた事、またその帰り道に偶然会った別の知人から紹介され、その足で会うことになった斎藤智恵子（元踊り子で、ロック座の社長、会長、名誉会長を歴任した人物）に、当時織田が抱えていた悩みを初対面ながら打ち明けると、悩みを真剣に聞いてくれた斎藤から様々なアドバイスや「やると決めて裸になったからには、1円でも多く金を持って行きなさい!」との激励の言葉を貰えたことが、ロック座やストリップに憧れるようになったきっかけになっている[7]。
- 当時、自分の岐路に関して悩んでいた織田にとって、斎藤から貰えた（上記の）アドバイスや激励の言葉は、AV女優として活動をしていくうえで、強い励みにもなったと振り返っている[7]。

## 作品

### アダルトビデオ
- 愛獣教室 女教師・弓香（8月13日、アリスJAPAN、監督：坂本優二）[8]
- 決意（9月10日、アリスJAPAN、監督：坂本優二）[9]
- 若妻のいやらしい姦係（10月8日、アリスJAPAN、監督：南☆波王）[10]
- 発情したらどこでもセックス（11月12日、アリスJAPAN、監督：後藤和俊）[11]
- ザーメン科医（12月10日、アリスJAPAN、監督：後藤和俊）[12]

- 出会って3秒で合体（1月14日、アリスJAPAN、監督：坂本優二）[13]
- 女尻（2月11日、アリスJAPAN、監督：後藤和俊）[14]
- 思わず感じる極上エステサロン（3月25日、アリスJAPAN、監督：後藤和俊）[15]
- 続 女教師・弓香 どこまでも墜ちていく運命 （4月22日、アリスJAPAN、監督：坂本優二）[16]
- 終わらないお掃除フェラ（5月27日、アリスJAPAN、監督：後藤和俊）[17]
- Tバッククイーン撮影会（6月24日、アリスJAPAN、監督：Some Chan）[18]
- OL凌辱オフィス（7月22日、アリスJAPAN、監督：Some Chan）[19]
- アリスJAPAN×織田真子 全セックスの記録（10月28日、アリスJAPAN、構成編集：神田うさぎ）[20]※女優ベスト

- 精子吸引バキュームフェラチオ（8月19日、アイデアポケット、監督：西野カワ）
- DIGITAL CHANNEL DC96（9月1日、アイデアポケット、監督：黒澤あらら、つぶやきジロー）
- あなた、許して…。-恩師との情事2-（10月7日、アタッカーズ、監督：なぎら健造）
- 痴漢レストラン こんな所で…なのに、なのに私ったら…! （11月7日、アタッカーズ、監督：犬神涼）

- ドキュメント 現役女教師（1月7日、BeFree、監督：ばってん九州男）
- 服従の時間割 女教師、恥辱の日々…。（2月7日、アタッカーズ、監督：阿川優）
- 奴隷ソープに堕とされた人妻11（3月7日、アタッカーズ、監督：川村慎一）
- あなたに愛されたくて。（4月7日、アタッカーズ、監督：なぎら健造）
- 奴隷色のステージ24（5月7日、アタッカーズ、監督：川村慎一）
- 籠城 織田真子 愛咲れいら 七瀬あさ美 朝桐光 木下あげは（6月7日、アタッカーズ、監督：高原寿）
- はじめての真性中出し（7月1日、MOODYZ、監督：cobo）
- 同時にイクまで昇り詰めるSEX（8月1日、MOODYZ、監督：cobo）
- 戦力外通告された野球選手の妻（9月7日、アタッカーズ、監督：大谷卓生）
- 美義母 真子（10月7日、マドンナ、監督：きとるね川口）
- 今日、兄貴の嫁を犯します。（11月7日、マドンナ、監督：ラビット竹須）
- 奴隷島 SEASON3 第一章 織田真子 志保 立花さや（12月7日、アタッカーズ、監督：川村慎一）

- 献身妻に仕掛けられた罠（1月7日、アタッカーズ、監督：DEN）
- クリムゾン×MOODYZスペシャルコラボ企画 アイドル強制操作 ～スマホで命令したことが現実に～ 命令に抗い続ける女 織田真子 沖田杏梨（2月13日、MOODYZ、監督：HiroA）
- CRAZY BOMB ああ無情! 愛しの女泥棒 イキ達磨 Dear.F EPISODE3（3月13日、MOODYZ、監督：Koolong）
- あなたへ 今晩、かおりの家に泊まります。（4月7日、マドンナ、監督：ながしめ）
- 妻が出産直前! 家事手伝いに来た義理の姉さんと僕（5月7日、マドンナ、監督：ラビット竹須）
- 僕が愛した高級人妻ラブドール NO.001真子（6月7日、マドンナ、監督：井坂朋泰）
- 美熟女ソープ 壺姫御殿（7月7日、マドンナ、監督：ハッピー池田）
- 待望の初コラボ!! 原作・タカスギコウ淫戯の果て1 全2巻の人妻背徳長編コミックがついに忠実実写化!! 織田真子 音無かおり（8月7日、マドンナ、監督：きとるね川口）
- 原作・タカスギコウ 背徳長編コミック、ここに完結!! 淫戯の果て2 原作で描かれなかった衝撃の結末も実写化!! 織田真子

風間ゆみ 音無かおり（9月7日、マドンナ、監督：きとるね川口）
- 豊潤マンゴォ（10月13日、溜池ゴロー、監督：ながしめ）
- 夫の目の前で犯されて―人妻の香り―（11月7日、アタッカーズ、監督：肉尊）
- 触手に溺れて― 蠢く肉欲、堕ちた人妻（12月7日、アタッカーズ、監督：GORY松田）

- 巨乳人妻の妊娠志願オフ会（1月25日、本中、監督：cobo）
- 女教師監禁レ×プ（2月13日、溜池ゴロー、監督：SiMAP）
- 野外露出調教3 見られてしまった私の淫ら 織田真子 水原さな（3月7日、アタッカーズ、監督：犬神涼）
- 淫語で誘う寸止め焦らし痴女～僕を生殺しにして愉しむ先輩の彼女～（4月1日、Fitch、監督：Eight）
- 居酒屋哀歌（5月7日、アタッカーズ、監督：はんきゅう太郎）
- まだまだ犯し足りない女（6月7日、アタッカーズ、監督：井尻鯛）
- 猥褻プロモーション 巨乳キャンギャル淫らな裏取引（7月7日、アタッカーズ、監督：大谷卓生）
- 犯される度に美しく（8月7日、アタッカーズ、監督：はんきゅう太郎）
- 中華なると原作 巨乳女教師調教コミックが復活!! 女教師 京子 Re「再艶」～快楽調教室～（9月7日、マドンナ、監督：きとるね川口）
- 義父と嫁の密かな接吻情事（10月7日、マドンナ、監督：［Jo］Style）
- 農家の嫁（11月7日、マドンナ、監督：古賀丈士）
- 爆乳ノーブラ四姉妹と子作り一夫多妻生活 織田真子 中村知恵 澁谷果歩 折原ほのか（12月1日、Fitch、監督：南★波王）

- 僕のペットは爆乳保育士 ～敏感な乳房が咽び泣く園内調教～（1月1日、Fitch、監督：旗大漁）
- 巨根の虜 爆乳と膣が欲しがるデカマラディープFUCK（2月1日、Fitch、監督：高円寺☆ゴロー）
- 剃毛解禁 夫に見せられない-不倫相手の為にパイパンになった恥ずかしいアソコなんて…。（3月7日、マドンナ、監督：きとるね川口）
- 夫は知らない ～私の淫らな欲望と秘密～（3月7日、マドンナ、監督：河合穣治）
- 今夜、妻の友達と二人きり…（5月7日、マドンナ、監督：ラビット竹須）
- 子宮が疼く女教師が連続中出しさせてくれる強制勃起テクニック（6月1日、Fitch、監督：豆沢豆太郎）
- むしゃぶりつきたい女 オナ禁ハメ禁のあげく媚薬で理性がぶっ飛んだ熟成爆乳（7月1日、Fitch、監督：南★波王）
- 独占解禁! 黒人デカマラ肉弾FUCK（8月1日、Fitch、監督：南★波王）
- 爆乳エロコスプレイヤー 会員限定中出し撮影会（9月1日、Fitch、監督：南★波王）
- 貴方だけを見つめ続ける淫語中出しソープ（10月1日、Fitch、監督：K*WEST）
- レズビアンに囚われた女潜入捜査官～闇を抱えた金と女が集まる資金洗浄ソープランド編～ 織田真子 本田岬 日向あいり（11月13日、ビビアン、監督：三島六三郎）[21]
- 午後三時の団地妻（12月19日、アタッカーズ、監督：水咲貴継）

- 世界一ザーメンを大量に発射する男のぶっかけSEX（2月1日、ROOKIE、監督：ピエロ田）
- 前妻に犯された妻 有沢実紗 織田真子（2月13日、マドンナ、監督：宮瀬博教）
- 母の友人（3月13日、マドンナ、監督：河合穣治）
- 上から目線で男を挟む淫語パイズリエステサロン（4月25日、Fitch、監督：K*WEST）
- 男達が群がるむっちり肉厚パイパン妻（5月13日、Fitch、監督：旗大漁）
- ごっくん解禁と真性中出し32連発123分ノンストップ1本勝負ガチンコ撮影会（6月13日、Fitch、監督：麒麟）
- 童貞弟を誘惑したつもりが…まさかの逆転! 超絶倫弟にハメられまくる無防備な爆乳姉（7月19日、Fitch）
- 爆乳女将の豊満女体をたらふく堪能できる全裸食堂（8月19日、Fitch）
- 巨乳妻が仰け反り絶頂を繰り返すミルクライン開発凄腕サロン（10月1日、Fitch）
- 妻の秘め事 僕が知っている事を妻は知らない…。（10月19日、マドンナ、監督：河合穣治）
- 人生で一番膣奥を貫かれたあの日から…。 （11月19日、マドンナ、監督：小山雅継）
- ドM一家の嫁（12月13日、マドンナ、監督：真咲南朋）

- 夫の上司に犯され続けて7日目、私は理性を失った…。（2月1日、マドンナ、監督：古賀丈士）
- 暴風雨 親父の女と二人だけの夜（2月19日、マドンナ、監督：豆沢豆太郎）
- 織田真子が初のファン感謝祭! 素人宅に突撃訪問! 密着淫語プレイで射精を10分我慢できたらHな願い事なんでも叶えちゃう!（3月13日、Fitch、監督：表記なし）
- 乳狂い 95cmGカップ生ハメ奉仕（4月13日、Fitch、監督：表記なし）
- 夫の教え子の陸上部員の勃起チ○ポが欲しくて堪らないオシャブリ中毒奥さん（4月13日、マドンナ、監督：金田一小五郎）
- じっくり甘えさせた後に激変! 言葉で僕を犯す変態淫語ママ（6月1日、Fitch、監督：ビーバップ・みのる）
- 本番なしのマットヘルスに行って出てきたのは隣家の高慢な美人妻。弱みを握った僕は本番も中出しも強要! 店外でも言いなりの性奴隷にした（7月13日、溜池ゴロー、監督：豆沢豆太郎）
- 今日は孕むまでナカに出して…（8月13日、溜池ゴロー、監督：大村大）
- 恥ずかしい私を見ないで 4（9月7日、アタッカーズ、監督：奥園カヲル）
- 働く女の艶めかしい完全着衣ファック（10月1日、Fitch、監督：表記なし）
- 友達の教育ママに憧れるDQN少年が弱みを握って性欲モンスターに豹変。思春期絶倫チ○ポで犯しまくって人妻肉便器にした。（10月13日、溜池ゴロー、監督：大村大）
- 温泉旅行NTR乱交 町内会の懇親旅行で酒と媚薬を飲まされた妻がオッサン達に寝取られてしまいました…（11月1日、Fitch、監督：表記なし）
- 織田真子の凄テクを我慢できれば生★中出しSEX!（11月13日、溜池ゴロー、監督：表記なし）
- もがくほど抜け出せない吐息と熱気が充満する汗だく密室性交（12月1日、Fitch、監督：表記なし）
- のぞき見中の僕に親父との濃厚中出しSEXをニヤニヤ見せつける誘惑義母（12月13日、溜池ゴロー、監督：駒込忠）

- 愛撫マスターが全員集合! 織田真子がガチでイキ狂う160分ノンストップ究極クンニ責め（1月1日、Fitch、監督：表記なし）
- 覚醒遊戯 闇を切り裂くレズ調教 織田真子 西野翔（2月7日、アタッカーズ、監督：肉尊）
- アナルに魅せられた女（3月7日、アタッカーズ、監督：芳賀栄太郎）
- 奴隷調教請負人（4月7日、アタッカーズ、監督：魁）
- M男の間で話題沸騰!? さんざん勃起させて発射を焦らす金玉充電パブ（5月13日、Fitch、監督：表記なし）
- 妻が友人の結婚式で家にいない間に爆乳で美人の妻の姉を犯し中出ししまくった5日間の調教記録（6月13日、Fitch、監督：表記なし）
- 祝!! 熟れコミ50作突破記念作品!! 熟女凌辱の新進気鋭!! 原作:越山弱衰 人妻ナンパNTR温泉 旅行先でナカよく種付けされました 春菜はな 織田真子（7月7日、マドンナ、監督：きとるね川口）
- 究極Gcupグラマラス 織田真子BEST8時間（7月13日、Fitch、監督：表記なし）※女優ベスト
- 気が済むまで私を犯して下さい…。（8月7日、アタッカーズ、監督：大谷卓生）
- Gcup高級ランジェリー販売員の誘惑セールス術（9月19日、OPPAI、監督：表記なし）
- 強制受胎闇市場 2（10月7日、アタッカーズ、監督：なぎら健造）
- 覚醒遊戯 2  闇を切り裂くレズ調教 河奈亜依 織田真子（11月7日、アタッカーズ、監督：肉尊）

- 奴隷ソープに堕ちた女捜査官（2月7日、アタッカーズ、監督：後手縛り）
- ボディコン女教師痴漢 卑猥な肉体を強調させる服を選んだばかりに田舎のDQNな生徒達に狙われて…（2月13日、Fitch、監督：表記なし）
- ドリシャッ!! 織田真子（2月29日、ワープエンタテインメント、監督：さもあり）
- 親族相姦 きれいな叔母さん（3月1日、VENUS、監督：SARU）
- 四六時中、娘婿のデカチ○ポが欲しくて堪らない義母の誘い（3月7日、マドンナ、監督：金田一小五郎）
- ムセかえる 香り立つエロ・フェロモン分泌中（3月27日、肉盛、監督：円周率）
- 禁断介護（4月2日、GLORY QUEST、監督：三島六三郎）
- 巨乳種付け肉ダルマ（4月19日、ドグマ、監督：TENUN）
- 爆乳爆尻肉感レズビアン 織田真子 ジューン・ラブジョイ（4月19日、レズれ!、監督：Ryo極）
- 巨乳女教師レズバトル 織田真子 野々宮蘭（5月8日、ROCKET、監督：スケアクロウ）
- 近ごろ豊満な熟女体型を気にしはじめた嫁の母が恥じらう姿に僕は勃起してしまった（5月13日、VENUS、監督：カニエ）
- パイズリ義母 Hカップの義母をパイズリ奴隷（5月14日、センタービレッジ/極、監督：天雲）
- 2本の他人棒に堕ちていく妻が見たい… ～愛する妻が口も膣も塞がれヨガリ狂う性交が見たい夫が仕掛ける屈折NTR【3P寝取らせ】～（6月5日、DOC PREMIUM、監督：表記なし）※オムニバス作品
- 覚醒遊戯 3  闇を切り裂くマゾ調教 藍川美夏 河南実里 織田真子（6月7日、アタッカーズ、監督：肉尊）
- フロントホックブラと小さいパンティーで童貞の僕を挑発する女教師（6月13日、VENUS、監督：カニエ）
- キャバ嬢のこぼれ落ちそうな柔巨乳が刺激的で見とれていると彼女が気づき、微笑まれ、物欲しそうな目つきで…（6月26日、DOC PREMIUM、監督：表記なし）※オムニバス作品
- ねっちょりむっちり爆乳爆抜きW痴女破壊的Icup & 圧倒的Jcupのエロシチュエーションおち○ぽ搾り 織田真子 本真ゆり（7月3日、DOC、監督：表記なし）
- 欲求不満を隠せないぴったり着衣爆乳で無自覚に挑発してしまう人妻は大きな胸を揉まれても拒めない（8月13日、DANDY、監督：岡山パセリ）※オムニバス作品
- 本能丸出し変態SEX（8月25日、AVS collector’s、監督：Buddha D）
- 巨乳の先生と同窓会で再会したら欲求不満な人妻になって色気が増していたので、元教え子の僕らで朝まで夢中で中出ししまくった。（9月1日、LUNATICS、監督：ヴァーグマン）
- 突然押しかけてきた嫁の姉さんに抜かれっぱなしの1泊2日（9月7日、VENUS、監督：北野マジメ）
- SUPER FISHEYE FETISHISM 迫力興奮蜜写 肉感ボインでドスケベ女社長のチ○ポ狩り（9月13日、AVS collector’s、監督：Buddha D）
- ボイン大好きしょう太くんのHなイタズラ（10月1日、グローリークエスト、監督：ひょん）
- 母の親友（10月7日、VENUS、監督：カニエ）
- しくまれた媚薬痩身エステ 2施術師が怪しいので警戒していたが、秘かに盛られた媚薬でまんまと快楽堕ち!! ～人妻編～（10月9日、LEO、監督：ドラゴン西川）※オムニバス作品
- 愛する妻と旅先で・・ 寝取らせ旅行（10月13日、ながえSTYLE、監督：ながえ）
- 完熟 Fetish Body 爆乳ゆらしクビレ腰をクネらし豊満尻を汗まみれにして濃厚交尾（10月25日、AVS collector’s、監督：木村浩之）
- 絶対に挿れてはいけないのに客の押しと誘惑に負けて本番行為をしてしまった巨乳デリヘル嬢（11月5日、グローリークエスト、監督：表記なし）※オムニバス作品
- 淫語女子アナ 23 織田真子SP（11月12日、ROCKET、監督：神戸たろう）
- 極上爆乳痴女が完全着衣で男を弄ぶハイレグスイートルーム（11月13日、ミル、監督：夢野あいだ）
- パイズリマゾ Hcupな巨乳妻とパイズリセックス（11月19日、ドグマ、監督：TENUN）
- 汗だく性欲まみれ! おばさん脱獄犯に強制中出しさせられた僕（11月19日、VENUS、監督：カニエ）
- やらせてっ、おばさん!! 6（12月4日、LEO、監督：ドラゴン西川）※オムニバス作品
- 隣人の情婦になってしまった妻 31（12月7日、JET映像、監督：表記なし）
- ぶっかけ巨乳妻 Hカップの人妻を集団ザーメン弄び（12月10日、センタービレッジ、監督：天雲）
- 熟女子プロレズ ～男なら黙ってシコりなさい!～ 織田真子 並木塔子（12月10日、ROCKET、監督：三輪キヨシ）
- 欲望爆乳尻濡揺揉舐淫乱 乳尻が好きすぎるモテない変態男の卑猥な妄想（12月13日、AVS collector’s、監督：神宮寺光）
- 食べ頃 完熟爆乳BODY 織田真子8時間BEST（12月13日、Fitch）※女優ベスト

- バイト先で働く美しい人妻を家に連れ込み中出しセックス（1月7日、VENUS、監督：玉塚びんご）
- 中出し孕ませ新婚生活（1月15日、Million、監督：表記なし）
- 近親相姦 ビキニママ 今年のハワイ旅行が諦めきれなくて…（2月7日、VENUS、監督：ペータ☆）
- 鬼パイズリ地獄（2月12日、REAL、監督：Eight）
- S級熟女コンプリートファイル 織田真子 6時間（3月1日、VENUS）※女優ベスト
- 夫の上司や同僚に犯され感じる爆乳ドM奥様 寝取られ肉感ボディ巨乳尻マゾ妻 Hカップの豊満な胸を揺らしてイキまくる（3月19日、熟女はつらいよ/熟女卍、監督：Buddha D）
- 友達の母親 ～最終章～（4月15日、センタービレッジ/花園、監督：南大地）
- 上流階級の女、浣腸に堕つ。（5月7日、アタッカーズ、監督：芳賀栄太郎）
- むにゅっと圧着! ぱふぱふ挟撃! おっぱいホールド近親相姦（5月7日、センタービレッジ/花園、監督：南大地）
- 絶頂輪廻の高層椅子 何があっても絶対に逃れられない残酷な場所（5月19日、BabyEntertainment、監督：表記なし）※オムニバス作品
- 母子姦（5月20日、グローリークエスト、監督：黄桜花瓶）
- 女体拷問研究所 III JUDAS FINAL STAGE Story-5 紅蓮の暴辱に火を噴く絶頂肉奴隷（5月25日、BabyEntertainment、監督：キクボン）
- ふたなり寮母 琴梨涼子 今日も元気でイッてらっしゃい。織田真子 香苗レノン 浅宮ちなつ（6月10日、ROCKET、監督：ルート山崎）
- BHLC-Boin High Leg Cut- ハイレグレオタード巨乳オイルファック（6月13日、BAZOOKA、監督：包丁M）※オムニバス作品
- ‘INGO’ IN GOD ECSTASY 淫語を脳に浸み込ませ、卑猥な肉感責めでM男に痴女プレイ! スケベ痴女淫語（6月25日、AVSCollector’s、監督：Buddha D）
- 美人女将 被虐のアナル接待（7月7日、アタッカーズ、監督：奥園カヲル）
- 抜かずの六発中出し 近親相姦密着交尾（7月15日、センタービレッジ/是空、監督：湊谷）
- 爆乳淫乱団地妻 近所の欲求不満美熟女たち 不倫性交2人（7月24日、ビッグモーカル、監督：表記なし）※オムニバス作品
- 姑の卑猥過ぎる巨乳を狙う娘婿（8月19日、グローリークエスト、監督：高橋秩士）
- 黒大蛇の虜囚になったエステティシャン（9月7日、アタッカーズ、監督：芳賀栄太郎）
- 担任の私と男子生徒が涎を垂れ流し何度も夢中で舌を絡めるご両親不在のベロチュウ家庭訪問（10月26日、VENUS、監督：玉塚びんご）
- 巨乳母娘WNTR受験で上京してきたデカチン従兄弟に母と妹が種付け交尾されまくってしまった悪夢の三日間 織田真子 寺田ここの（11月2日、グローリークエスト、監督：高橋秩士）
- 【悲報】このあとこの巨乳ちゃんたちがマッサージ師のおじさん達に美味しくいただかれるっ!!（11月5日、LEO、監督：タブー大崎）※オムニバス作品
- ハイレグスイートルーム アメイジング（11月16日、ミル、監督：夢野あいだ）※オムニバス作品
- 「私、息子の言いなりです…」 連れ子の性処理道具にされた義母 熟女全中出し（11月27日、ビッグモーカル、監督：YUMEJI）※オムニバス作品
- 「おばさんのカラダで勃起しちゃったの?」 挑発的すぎる豊満なカラダがたまらないドエロおばさんに主導権とムスコをにぎられ、なすがまま生でヌプッ!! たっぷたぷの中出し白濁オツユがお尻まで垂れちゃうからチ●ポはまだま抜かないでっ!! 5（12月10日、LEO、監督：タブー大崎）※オムニバス作品
- 家庭内の至る場所で義父にアナルを仕込まれる巨乳嫁（12月21日、グローリークエスト、監督：トリンドル田中）

- 縄酔い人妻 人妻と元恋人の禁断の縄調教（1月18日、AVS collector’s、監督：薄刃紫翠）
- THEドキュメント 本能丸出しでする絶頂SEX 巨乳Hカップムチムチ美女が淫乱覚醒乱交受精狂い（2月1日、美人魔女/エマニエル、監督：表記なし）
- 母子交尾 【阿武隈川路】 織田真子（2月15日、RUBY、監督：辻甲二）
- 卑猥語女 織田真子（2月22日、MARRION、監督：夢野あいだ）
- もう息子なしでは生きていけない…。母親が絶頂70回突破するエロス極限トランス中出し 織田真子（2月22日、VENUS、監督：SARU）
- 義兄に弱みを握られた私は、毎日犯されています… 織田真子（3月20日、プラネットプラス/七狗留、監督：桜人）
- 息子をイジメていた大っ嫌いな息子の同級生に死ぬほどイカされて… 中出し性交 織田真子（4月8日、人妻花園劇場、監督：ZAMPA）
- パートから帰ってきた母親のツンと鼻をつく汗の匂いで理性を失った息子 織田真子（4月12日、VENUS、監督：北野マジメ）
- 着衣痴女密室スイートルーム アメイジング（4月19日、ミル、監督：夢野あいだ）※オムニバス作品
- 織田真子の世界 SPECIAL BEST（4月26日、AVS collector’s、監督：表記なし）※単体ベスト
- 留年した息子を惑わすHカップ義母 織田真子（5月17日、KSB企画/エマニエル、監督：桜人）
- ノーブラノーパン真子お女将 惚れ薬必殺桃色仕掛け人 織田真子（5月17日、RUBY、監督：割目三朗）
- 催眠人妻洗脳NTR中出し ムカつく隣り妻を催眠術で性奴隷にした俺 夫の前で見知らぬ他人の男根に欲情した私 織田真子（5月17日、VENUS、監督：玉塚びんご）
- 「おばさんの下着で興奮するの?」 脱ぎたてのパンティで甥っ子の精子を一滴残らず搾りとる叔母 織田真子（6月7日、VENUS、監督：ペータ☆）
- 今日、僕の妻を寝取ってください―。 セックスレスの夫婦と男娼、一晩のネトラセ記録映像 （6月14日、マドンナ、監督：さもあり）※「(仮) 真子さん」名義
- 幼い頃、一緒にお風呂に入っていた叔母さんと再び入浴… 嬉し恥ずかし甥っ子バスタイム。 織田真子（6月28日、ダスッ!、監督：三島六三郎）
- 絶妙タッチのおっぱいマッサージでおばさんが夢中になる巨乳中出し整体院 織田真子（6月30日、センタービレッジ、監督：南大地）
- S級熟女コンプリートファイル 織田真子 6時間 其之弐（7月5日、VENUS、監督：表記なし）※単体ベスト
- 美しい人妻のねっとり甘い接吻と高級ランジェリーSEX 田舎育ちの僕を誘惑する都会暮らしの叔父の妻 織田真子（7月19日、Fitch、監督：表記なし）
- 欲求不満妻の民宿逆ナンパ! むっちり爆乳サンドイッチSEX 春菜はな 織田真子（8月16日、Fitch、監督：表記なし）
- ノーパン出勤がバレて性社畜と化した美人上司と精子尽きるまで絡み合う濃厚中出し性交 織田真子（8月23日、VENUS、監督：カニエ）
- 妻の親友 ～気持ち良い恵体を揉んで埋もれてハメまくった欲情ドストライク性交～ 織田真子（9月1日、センタービレッジ/楽園、監督：湊谷）
- 「おっぱい乗ってますけど…」 超タイプの巨乳義母と入浴セックス 織田真子（9月13日、VENUS、監督：北野マジメ）
- 深夜になっても帰らない親父を健気に待つ義母に欲情 朝まで何度も中出しする略奪相姦 織田真子（10月25日、VENUS、監督：ペータ☆）
- ママシ●タ実話 織田真子（11月15日、グローリークエスト、監督：ひょん）
- はだかの主婦 板橋区在住 織田真子 (38)（11月20日、プラネットプラス/裸婦趣向、監督：ディレクターO）
- 「おばさんを興奮させてどうするの?」 キャンプ場でヤられまくりハーレムSP セックスレスな巨乳妻の性欲は何発も射精できる若い絶倫巨根チ○ポじゃないと満たされない!!（2022年12月8日、DANDY、監督：小津菊次郎）※オムニバス作品
- 妻みぐい不倫旅行 まこ (仮名) 38歳（12月12日、MERCURY、監督：表記なし）
- あなたが抱いてくれないので私浮気します 夫が知らない妻の顔 織田真子（12月13日、ボニータ、監督：紫堂安二郎）
- 旦那が一服している短い時間で、義理の息子に毎日10発以上中出しされています…。 織田真子（12月22日、センタービレッジ/桃園、監督：佐野与一）

- おっぱいでトラブルをむにゅっと解決するシェアハウスの管理人はHCUP巨乳妻 織田真子（1月17日、VENUS、監督：玉塚びんご）
- 発情妻 織田真子（1月20日、プラネットプラス/七狗留、監督：ディレクターO）
- 美熟女ヌード観察50人（1月24日、UMANAMI、監督：表記なし）※オムニバス作品
- S級熟女コンプリートファイル 織田真子 6時間 其之参（3月7日、VENUS、監督：表記なし）※単体ベスト
- 【悲報】このあとこの巨乳ちゃんたちがマッサージ師のおじさん達に美味しくいただかれるっ!! 4（3月16日、LEO、監督：タブー大崎）※オムニバス作品
- 僕に媚薬を飲ませてブルンブルンの美巨乳で痴女るお母さん 織田真子（4月18日、RUBY、監督：辻甲二）
- 美人女教師の彼女はクラスの担任で部活の顧問でボクの恋人～年上彼女と朝から晩まで禁断情熱中出しSEX～ 織田真子（9月19日、VENUS、監督：カニエ）
- ワザと手コキのような陰部洗浄で暴発させて青年患者を虜にするおばさん看護師（10月12日、DANDY、監督：藤原まりあ）
- 夫は知らない恥辱の腰使い 織田真子（11月7日、アタッカーズ、監督：なぎら健造）
- DV夫から救ってくれた隣人男性とイイ感じになるも… 実は夫以上のDV野郎だった!? 何とも男を見る目が無い爆乳人妻の物語 織田真子（11月28日、マザー、監督：ゴッドマーラ）
- 夫を喜ばせるため、他人とのセックスを隠し撮りする変態巨乳妻 織田真子（12月5日、プラネットプラス/七狗留、監督：薄刃紫翠）
- 娘の前で雌犬のように激しく突かれて 織田真子 泉りおん（12月5日、アタッカーズ、監督：大谷卓生）
- 隣に住む爆乳団地妻が夫婦喧嘩して僕の部屋にプチ家出してくるたび薄着になる抱かれたいサインを見逃すな!（12月21日、DANDY、監督：レモンハート中島）

- 濡れた女肌が艶っぽい 湯けむり中出し露天風呂 part.2（2月12日、MERCURY、監督：表記なし）
- 大丈夫、おばさんに任せて!! 6（6月7日、LEO、監督：タブー大崎）
- 素人男性食べちゃいました―。織田真子が恋人気分で中出しセックスドキュメント（6月18日、VENUS、監督：玉塚びんご）
- 毎日オナニーする隣のエロい人妻に我慢の限界―。理性が吹き飛び欲情が止まらない濃密エクスタシー性交 織田真子（8月6日、VENUS、監督：玉塚びんご）
- 超絶スケベな叔母さんが甥の巨根に発情して腰振り騎乗位 最高のアヘ顔晒す口淫フェラ 大人の玩具で連続絶頂オナニー 時間を忘れ逢瀬を交わす濃密中出し情事 織田真子（9月3日、VENUS、監督：SARU）
- 取引先のエロ社長に謝罪性交をさせられた豊満巨乳妻 織田真子（9月5日、プラネットプラス/七狗留、監督：レコバ）
- 尻地獄 level2 織田真子（9月12日、Mr.michiru、監督：表記なし）
- 三ツ星熟女ソープ 入店初日の泡姫と射精無制限で過ごすラッキーなひととき 織田真子（9月12日、センタービレッジ/紅雪、監督：三郷浩太朗）
- 女体フェチ図鑑 7 完全全裸60人（9月24日、グローリークエスト、監督：表記なし）
- 「あなたの赤ちゃん産ませてっ」サービスタイムラブホテル撮り! 昼休みの1時間イチャラブ密会に溺れ好きで好きでたまらず同じ職場の男に中出しを迫る美人浮気妻（9月26日、DANDY、監督：小津菊次郎）
- 三か月ぶりに出張から戻った夫と早くセックスがしたい欲求不満の妻が息子のチ●ポと夫のチ●ポを間違えて即挿入する高速杭打ち騎乗位ロデオ性交 織田真子（10月8日、VENUS、監督：ペータ☆）
- 予約殺到! 満足度100%! 美熟女コスプレデリバリー 織田真子（11月5日、プラネットプラス/七狗留、監督：レコバ）
- 「エッチな叔母さんでごめんね…」 無防備な巨乳に勃起したらお願いしてないのに乳圧強めパイズリで何度もヌイてくれた（11月7日、DANDY、監督：エメラルドふじさき）
- 「おばさんレンタル」サービスリターンズ 79  お願いすればこっそり中出しセックスまでさせてくれるエロくて優しいおばさんともっとすげーセックスがしたくなったのでおかわりしてみた（11月14日、熟女LABO、監督：表記なし）
- 湘南の海で出会った水着ギャルと一般デカチン男性が初対面マッチングCARで「素股オイルマッサージ」に挑戦! 見知らぬ男女は快楽のあまり密着即ズボで中出しまでしてしまうのか!? 7（11月19日、はじめ企画、監督：表記なし）
- 誘われ待ちがエロずるすぎるノーブラ巨乳叔母に生中出しさせられた!! 織田真子（12月10日、VENUS、監督：カニエ）
- 美人母娘、イタダキマス。数十年前に孕ませた女とその娘に会いに来ました。 織田真子 羽月乃蒼（12月24日、ダスッ!、監督：太宰珍歩）

- 息子は煩悩まみれの肉食獣―。首絞め・イラマ・固定バイブで完全メス堕ちする母親 織田真子（1月21日、VENUS、監督：ペータ☆）
- 新・田舎の近親相姦 義父が嫁を犯す瞬間 織田真子（1月28日、グローバルメディアエンタテインメント、監督：赤羽菊次郎）
- 一般男女モニタリングAV 同窓会終わりに突撃交渉! 10数年ぶりに再会した同級生男女はラブホテルで1発10万円の連続射精セックスしてしまうのか!? 15 高校時代から気になっていたクラスのマドンナの巨乳とデカ尻にフル勃起した既婚者チ○ポと恥じらいつつもラブホの非日常感に疼いてしまった人妻マ○コが互いの家庭を忘れた秘密の生セックスは1発限りじゃ収まらない!!（2月4日、DEEP'S、監督：遊星）
- 残酷ミラーゲームに負けるとエロ罰ゲーム あじわった事のないデカチンで清楚な若妻達が隣に旦那がいる状態でもおかまいなしで中出しSEX! なんとオカワリしてきた若妻も!! 15（2月18日、はじめ企画、監督：表記なし）
- 乳首こねくりマッサージNTR 妻が至近距離にいるのに乳首責めで感度高められこっそりハメて何度も中出しさせる痴女エステティシャンの実態を隠し撮り 2（3月4日、変態紳士倶楽部、監督：表記なし）
- 豊満 × 爆乳 淫乱ドスケベW熟女二輪車ソープ発射無制限中出しぶっかけSP!!（3月11日、VENUS、監督：表記なし）
- 実は超どストライクだった母と混浴で二人きり… 子供だからと油断して無防備に晒した裸体にギンギンに勃起した僕が犯した過ちの一部始終。 4（3月25日、なでしこ、監督：長澤純）
- 酔うとキス魔になって滅茶苦茶エロい美人秘書 しゃぶったら射精するまで離さない口マ●コ 欲情したら止まらないおチ●ポ思い出しオナニー 終電逃してお泊まり中出し性交 織田真子（4月1日、VENUS、監督：SARU）
- まるっと! 織田真子8時間2枚組（4月5日、VENUS、監督：表記なし）※単体ベスト

### アダルトVR
- Fitch肉感VR 織田真子VR解禁! 彼女に隠れてグラマーボディで僕を過激に誘惑するドエロい爆乳ママ（2月15日、Fitch、監督：シズカマン）

- 王道! グラマラス爆乳Gカップが常に眼前ど真ん中! 揉み放題ヌキあり本番あり神接客おっパブ嬢VR（1月14日、ワンズファクトリー、監督：こあら太郎）
- メンズエステで布越しの駆け引きVR マッサージで勃起しちゃった先っぽに股間をグリグリ圧し付けてくる欲求不満な人妻エステティシャン（2月7日、変態紳士倶楽部、監督：表記なし）
- 連休に帰省中、相部屋になった親戚のおばさんが、爆乳Gカップ淫猥ボディーで種搾り（4月23日、SODクリエイト、監督：井上ジャパン）
- 「あなたの童貞、私が奪っちゃうね…」 本当はどエロなバイト先の地味巨乳奥さんと夢のような筆下ろしセックス体験VR（4月24日、マドンナ、監督：きとるね川口）
- 爆乳Gカップ極上ボディーでタップリご奉仕! 超高級マッサージ店の中出しスペシャルフルコース（4月29日、P-BOX VR、監督：プリンあらド～モ。）
- 7つのパイズリであなたをイカせる!! おっぱい堪能爆乳専門デリヘル（5月27日、KMPVR、監督：プリンあらド～モ。）
- M男クンのアパートの鍵、貸します。（7月3日、ワープエンタテインメント、監督：表記なし）
- パイは地球を救う! 爆乳女子アナウンサーおっぱいぷるるんハーレムVR チン放5社の看板アナが集結! スポンサーのアナタをパイまみれ＆パイづくしで目指せ高視聴率! 200分SPECIAL!! 三島奈津子 宝田もなみ 織田真子 吉根ゆりあ 本真ゆり（7月22日、MOODYZ、監督：ZAMPA）

- 【タッチ禁止! 本番NG】 グラマラス美ボディのエステ嬢に【媚薬を使ってキメパコ!】 Hcup美爆乳をこれでもかと縦横無尽に揺らしながら絶頂連発の早漏マ○コに【中出し2発】（2月18日、こあらVR、監督：こあら太郎）
- 生ハメ中出しOKの日本一の人気店で予約3か月待ち【NO.1爆乳Hカップ美熟女】の献身ねっとりプレイで童貞卒業!【挟射・口内発射・顔射・中出し3発】時間無制限! 発射無制限の【筆おろし専門ソープ】 織田真子（3月4日、こあらVR、監督：クワッチー）
- 【俺専用オシャブリーナVR】13人完全撮りおろし（6月10日、こあらVR、監督：曲がり坂69）※オムニバス作品
- どスケベHカップ爆乳お姉さん・織田真子 が【見下し視線で猛烈痴女!】【淫語、ベロキス、顔面舐め回し、足コキ】怒涛の責めで連続5射精【手淫・口内射精・中出し3発】させられた極エロVR（9月15日、こあらVR、監督：こあら太郎(わ)）
- 「特別に挿れてあげますから…」【絶対本番禁止の回春メンズエステ】で肉感爆乳嬢が凄テク密着ご奉仕! 何度射精しても強●勃起させておま○こでも精液大量搾取! 【淫手コキ×2・アナル、睾丸責め手コキ×2・フェラ抜き・挟射・マンズリ・中出し4発】 織田真子（10月10日、こあらVR、監督：クワッチー）
- 【着衣スマタ & 尻コキ特化VR】 15人完全撮りおろし（11月7日、こあらVR、監督：曲がり坂69）
- 教育ママは息子を勉強に集中させるため、熟れたその身で性欲処理をする…息子の絶倫さと長年の欲求不満のせいで、我が子とのセックスにドロドロに溺れていく… 織田真子（12月18日、SODクリエイト、監督：溜池ゴロー）

- 美しすぎる人妻ジムトレーナー 爆乳爆尻エチエチHcup織田真子がやりすぎ密着トレーニング指導! これで君もムキムキになれる!? 芸術的ドスケベBODY 美魔女トレーナー まこさんが褒めて伸ばして精子を搾り取るド迫力筋トレVR（7月22日、HMN WORKS、監督：こあら太郎 (わ)）
- 疲れたオトコたちの陰茎を包み込む魅惑のやわ乳 閉店後の店内でパイズリ発射させた精子を悩みごと全て飲み込んでくれるスナックのママ 織田真子（12月7日、KMPVR-彩-、監督：ハメラニアン京都）
- 脳みそ破裂しちゃう! 精神的照れ恥ずかしさ1200%! 甘くて優しい神おっぱいエロ聖母 織田真子が僕に怒涛の悶絶エロ仕掛けで迫ってくる! 耐え抜け! その後のご褒美発射はチンコブッ飛ぶぞ!! 70分限界突破照れドピュっ! 我慢VR 織田真子（12月16日、HMN WORKS、監督：こあら太郎 (わ)）

### アダルト配信
- まこさん (truex026)（3月24日、トランプ）
- 熟れ熟れ爆乳Hカップ!! むせ返るほどのフェロモンを放つ料亭の美人女将をガチ口説き! 和服からこぼれる芳醇なスケベボディ! 重量感が半端じゃないそのたわわな乳房を揉んで、挟んで、しゃぶりあげて味わい尽くす!! グリングリンとくねらせる激しい腰使いで久しぶりのおチ○ポをウットリと堪能する欲求不満奥様!! もうエロ過ぎてオーバーシュート!! パイズリ胸射と、お望み通りの顔射2発!! まこ 34歳 料亭女将（5月9日、プレステージプレミアム）
- まこさん (orex132)（5月15日、俺の素人）
- 「お義母さんの膣内にいっぱい出してね」 Iカップ義母と家庭内不倫 麻子 (37)（7月6日、しろうとまんまん）
- 【揉みたくなる超乳】スケベ顔の爆乳美熟女がH乳で童貞ち●ぽを刺激悩殺!! 旦那も子どもも忘れて生ハメ連続中出しSEX!!! まこママ（7月27日、しろうとまんまん）
- 爆柔乳Hカップ! ムチムチ肉感BODYとAV女優歴10年で培われた極上テクニックで聖母のごとくチ●コを包み込む最強の女優が降臨! 飯◯愛との思い出から歌舞伎町Tバック事件までヤバイ話のオンパレード! 語り尽くした後はチ●コもマ●コも曝け出し汗だくで狂乱の生ハメ中出し! 伝説の1ページがまた新たに刻まれる!!：ウラトーーク Talk.03 織田真子 36歳 AV女優歴:10年（7月31日、HHH）
- まこ (smad033)（8月28日、池袋素人倶楽部）
- 【配信専用】マジ病みつき度200%すんごいHなアラサーお姉様の神業搾精手コキ!（9月24日、ふぇち党）
- 【配信専用】完全主観!! イクまで絶対離さない!! ド変態痴女の乳首責め!!（10月29日、ふぇち党）
- 【配信専用】新「ちょ、待っ、え! こんなところで!?」バレたらマズい場所で美少女がチ●ポをエッチに抜きまくり! 7（11月3日、ふぇちぽいんと）※オムニバス作品
- ラグジュTV 1327 花田舞子 37歳 社長愛人 肉欲そそるグラマラスボディが光る元レースクイーン美熟女がAV初出演! 隠し切れない色気を振りまき、久しぶりの激しいセックスに絶頂の嵐! 巨乳を揺らしイキ乱れる!（11月16日、ラグジュTV）
- まこさん (ssan012)（11月28日、シロウトさん）

- まお (hmdn367)（5月31日、ハメドリネットワークSecondEdition）

- 真子 (htut529)（6月10日、人妻空蝉橋）
- 真子ママ (mcsf167)（11月16日、嗚呼、妄想）
- まこ (sdk059)（12月13日、シロウト大好き◆ハメ撮り専門）
- まこ 2 (sdk060)（12月13日、シロウト大好き◆ハメ撮り専門）

- 織田さん (ewdx450)（3月1日、E★人妻DX）

### イメージビデオ
- 禁断少女 Vol.02（7月21日、日本メディアサプライ）
- Welcome / 大噴射!! エロマゲドン~最強痴女軍団始動~（8月1日、ビデオメーカー）
- MIDARA（9月29日、ターンテーブル）
- Welcome 大噴射!! エロマゲドン2 ～最強痴女軍団 NEXT STAGE～（12月1日、ドリームエージェンシー）

- エロティック過激ムービー Tの大罪 vol.1 着エロユニット・WelcomeがTバック姿で過激に挑戦!（3月28日、ビーエムドットスリー）
- Welcome 渋谷バイオレンス（4月25日、ジェンズエンターテインメント）

- my room（5月29日、オルスタックピクチャーズ）
- バラエティーホラーVol.2（9月26日、イーネットフロンティア）
- 極限/大熊紋季 × 織田真子（12月20日、ビーエムドットスリー）

- Sexy Venus（1月2日、グレイズ）
- 極限界（1月29日、オルスタックピクチャーズ）
- Sexy Venus 2（2月4日、グレイズ）
- 激ヤバレディース 限界Tバック（6月19日、日本メディアサプライ）
- Juicy Revolutions（9月18日、日本メディアサプライ）

- Naked 織田真子（5月21日、竹書房）

### 写真集
- Naked（2010年10月5日、竹書房）ISBN 978-4-8124-4207-4

### デジタル写真集
- KENFACTORY Vol.131 織田真子 "Tawamure 〜戯れ〜"（2009年3月11日、KENFACTORY、撮影：佐藤健）
- KENFACTORY Vol.139 大熊紋季・織田真子 "Dangerous Duo"（2009年5月15日、KENFACTORY、撮影：佐藤健）
- Dynamite Channel Girl 織田真子（2010年12月3日、ダイナマイトチャンネル）
- DOUBLE 本真ゆり × 織田真子（2021年12月17日、プレステージ出版）
- 神熱 PHOTO BOOK 織田真子（2022年2月11日、プレステージ出版）
- Retrotica 織田真子（2025年1月17日、プレステージ出版、撮影：富田恭透）※【グラビア写真集】と【ヌード写真集】の2種類あり。

## 製品

### アダルトグッズ
オナホール
- SMOOTH 織田真子（2014年2月25日、EXE）

## 出演・掲載

### テレビ番組
- ダブルH #6（2006年5月9日、テレビ東京）
- 給与明細(2006年9月3日、10日、テレビ東京)調査員オーディション
- 桃のささやき #25（2011年6月8日、MONDO TV）
- お姉さん★セクシーCLUB #7（2011年6月27日、MONDO TV）
- せんべろ女とホルモンおやじ #4（2012年11月24日、フジテレビワンツーネクスト）
- スパローズのギリギリアウツ!? #110（2014年6月5日、ニコジョッキー）
- 魚拓と成瀬のツキとスッポンぽん #400,#401（2022年5月1日,8日、パチ・スロ サイトセブンTV）

### Vシネマ
- 愛幻蝶 嬢王への道（2011年2月2日、アルバトロス）監督：鼠先輩

### 映画
- おんな浮世絵師（2012年4月27日公開、新東宝映画）
- 女詐欺師レン キケンな情事を追え!（2020年3月20日公開、オーピー映画）- 藁藤真紀 役[22]

### 雑誌
- ウォーA組 Special 12月号（2010年10月16日、サン出版）
- 月刊DMM 2011年1月号（2010年11月22日、ジーオーティー）
- 週刊大衆 2016年9月26日号（2016年9月12日、双葉社）- グラビア
- 週刊大衆 2020年11月30日・12月7日号（2020年11月16日、双葉社）- グラビア「人妻AV女優15人 過激SEX&アソコの秘密 激白」